# Theodosia (Missouri)
Theodosia é uma vila localizada no estado americano de Missouri, no Condado de Ozark.

## Demografia
Segundo o censo americano de 2000, a sua população era de 240 habitantes.
Em 2006, foi estimada uma população de 254, um aumento de 14 (5.8%).

## Geografia
De acordo com o United States Census Bureau tem uma área de
4,0 km², dos quais 3,5 km² cobertos por terra e 0,5 km² cobertos por água. Theodosia localiza-se a aproximadamente 223 m acima do nível do mar.

## Localidades na vizinhança
O diagrama seguinte representa as localidades num raio de 28 km ao redor de Theodosia.